# Grande Prémio Internacional de Torres Vedras-Troféu Joaquim Agostinho 2010
Il Grande Prémio Internacional de Torres Vedras-Troféu Joaquim Agostinho 2010, trentatreesima edizione della corsa, si svolse dal 7 all'11 luglio 2010 su un percorso di 593 km ripartiti in 4 tappe più un cronoprologo, con partenza e arrivo a Torres Vedras. Fu vinto dal portoghese Cândido Barbosa della Palmeiras Resort-Prio davanti agli spagnoli David Blanco e Santiago Pérez.

## Tappe
| Tappa  | Data      | Percorso                               | km    | Vincitore di tappa | Leader cl. generale |
| ------ | --------- | -------------------------------------- | ----- | ------------------ | ------------------- |
| Prol.  | 7 luglio  | Torres Vedras > Forte de Sao Vicente   | 5,3   | Cândido Barbosa    | Cândido Barbosa     |
| 1ª     | 8 luglio  | Samora Correia > Manique do Intendente | 166   | Bruno Antero Lima  | Cândido Barbosa     |
| 2ª     | 9 luglio  | Sobral de Monte Agraço > Carvoeira     | 148,2 | Cândido Barbosa    | Cândido Barbosa     |
| 3ª     | 10 luglio | Mafra > Vimeiro                        | 170   | José Mendes        | Cândido Barbosa     |
| 4ª     | 11 luglio | Torres Vedras > Torres Vedras          | 104   | Cândido Barbosa    | Cândido Barbosa     |
| Totale | Totale    | Totale                                 | 593   |                    |                     |

## Dettagli delle tappe

### Prologo
- 7 luglio: Torres Vedras > Forte de Sao Vicente – 5,3 km

| Pos. | Corridore       | Squadra   | Tempo |
| ---- | --------------- | --------- | ----- |
| 1    | Cândido Barbosa | Palmeiras | 7'46" |
| 2    | Jesús del Nero  | CC Loulé  | a 2"  |
| 3    | David Blanco    | Palmeiras | s.t.  |

| Pos. | Corridore       | Squadra   | Tempo |
| ---- | --------------- | --------- | ----- |
| 1    | Cândido Barbosa | Palmeiras | 7'46" |

### 1ª tappa
- 8 luglio: Samora Correia > Manique do Intendente – 166 km

| Pos. | Corridore         | Squadra   | Tempo    |
| ---- | ----------------- | --------- | -------- |
| 1    | Bruno Antero Lima | Barbot    | 4h04'59" |
| 2    | Cândido Barbosa   | Palmeiras | s.t.     |
| 3    | Michel Koch       | LKT Team  | s.t.     |

| Pos. | Corridore       | Squadra   | Tempo    |
| ---- | --------------- | --------- | -------- |
| 1    | Cândido Barbosa | Palmeiras | 4h12'39" |

### 2ª tappa
- 9 luglio: Sobral de Monte Agraço > Carvoeira – 148,2 km

| Pos. | Corridore            | Squadra   | Tempo    |
| ---- | -------------------- | --------- | -------- |
| 1    | Cândido Barbosa      | Palmeiras | 3h53'40" |
| 2    | Santiago Pérez       | CC Loulé  | s.t.     |
| 3    | Miguel Ángel Rubiano | Meridiana | s.t.     |

| Pos. | Corridore       | Squadra   | Tempo    |
| ---- | --------------- | --------- | -------- |
| 1    | Cândido Barbosa | Palmeiras | 8h06'09" |

### 3ª tappa
- 10 luglio: Mafra > Vimeiro – 170 km

| Pos. | Corridore         | Squadra      | Tempo    |
| ---- | ----------------- | ------------ | -------- |
| 1    | José Mendes       | LA-Paredes   | 4h31'22" |
| 2    | Jorge Castiblanco | SP Tableware | a 35"    |
| 3    | Micael Isidoro    | ASC-Vitória  | a 1'24"  |

| Pos. | Corridore       | Squadra   | Tempo     |
| ---- | --------------- | --------- | --------- |
| 1    | Cândido Barbosa | Palmeiras | 12h40'14" |

### 4ª tappa
- 11 luglio: Torres Vedras > Torres Vedras – 104 km

| Pos. | Corridore       | Squadra   | Tempo    |
| ---- | --------------- | --------- | -------- |
| 1    | Cândido Barbosa | Palmeiras | 2h39'11" |
| 2    | Michel Koch     | LKT Team  | s.t.     |
| 3    | Santiago Pérez  | CC Loulé  | s.t.     |

| Pos. | Corridore       | Squadra   | Tempo     |
| ---- | --------------- | --------- | --------- |
| 1    | Cândido Barbosa | Palmeiras | 15h19'13" |
| 2    | David Blanco    | Palmeiras | a 27"     |
| 3    | Santiago Pérez  | CC Loulé  | a 31"     |

## Classifiche finali

### Classifica generale
| Pos. | Corridore             | Squadra    | Tempo     |
| ---- | --------------------- | ---------- | --------- |
| 1    | Cândido Barbosa       | Palmeiras  | 15h19'13" |
| 2    | David Blanco          | Palmeiras  | a 27"     |
| 3    | Santiago Pérez        | CC Loulé   | a 31"     |
| 4    | Sergio Ferreira Sousa | Madeinox   | a 32"     |
| 5    | Bruno Silva           | Aluvia     | s.t.      |
| 6    | Hernâni Brôco         | LA-Paredes | a 39"     |
| 7    | David Bernabéu        | Barbot     | a 45"     |
| 8    | Sergei Chernetski     | Lokomotiv  | a 46"     |
| 9    | Miguel Ángel Rubiano  | Meridiana  | a 48"     |
| 10   | Michel Koch           | LKT Team   | a 50"     |